# مانويل أغيري دي تيخادا
مانويل أغيري دي تيخادا هو دبلوماسي ومحامي وقاضي وسياسي إسباني، ولد في 28 ديسمبر 1827 في فيرول في إسبانيا، وتوفي في 9 أبريل 1911 في مدريد في إسبانيا. نشط حزبياً في حزب المحافظين. وقد انتخب Ambassador of Spain  to the Holy See ‏ وانتخب Senator of the Kingdom ‏ وانتخب عضو مجلس النواب الإسباني ‏.